# BLUE WATER
BLUE WATER（日語：ブルーウォーター）是日本女歌手森川美穗個人總計第12張單曲。1990年4月25日由東芝EMI（現已併入改名環球唱片 EMI唱片日本）發行。此外這裡也記述2007年重製版本的「BLUE WATER (21st century ver.)」。

## 解說
《BLUE WATER》是NHK電視動畫《海底兩萬哩》採用的片頭主題曲，同時B面歌曲「Yes, I Will…」也跟著被該動畫選為片尾主題曲使用。
《BLUE WATER》在1990年代初期除了以8cm單曲CD發售之外，還有錄製在卡式錄音帶（規格編號：TOST-2500）限量發行。
2012年8月現在，《BLUE WATER》是森川的歷年單曲中，創下最高銷售紀錄成績的單曲。並在2019年3月1日，從Sony Music Entertainment舉辦動畫歌曲人氣投票活動「平成動畫歌曲大賞」之中的編曲賞（1989年－1999年）選出。

## 收錄歌曲
所有歌曲由Joe Rinoie編曲。
1. BLUE WATER
  - 作詞：來生悅子（日语：来生えつこ），作曲：井上吉正（日语：井上ヨシマサ）
  - NHK電視動畫《海底兩萬哩》片頭主題曲
2. Yes, I Will…
  - 作詞：森川美穗，作曲：Joe Rinoie
  - NHK電視動畫《海底兩萬哩》片尾主題曲

## 21st century ver.
《BLUE WATER (21st century ver.)》（日語：BLUE WATER (21st century ver.)）是日本女性歌手森川美穗個人總計第31張單曲。2007年2月21日由TEAM Entertainment發行。單曲收錄了後來經過重新錄製及重新編曲的重新混音、仍有保留1990年發行單曲內容的樂曲「BLUE WATER (21st century ver.)」、「Yes,I Will… (21st century ver.)」。其中「Yes,I Will… (21st century ver.)」則以BPM的敘事曲調錄製。

### 21st century ver. 收錄歌曲
1. BLUE WATER (21st century ver.)（ (21st century ver.)）
編曲：西脇辰彌（日语：西脇辰弥）
2. Yes,I Will… (21st century ver.)
編曲：西脇辰彌
3. 忘…（新曲）
作詞：森川美穗，作曲：圓廣志（日语：円広志），編曲：星勝（日语：星勝）
4. BLUE WATER (DJ Dr.Knob Remix)（ (DJ Dr.Knob Remix)）
編曲：西脇辰彌
5. Yes！I will… (DJ Nao Remix)
編曲：西脇辰彌

## 收錄專輯
- BLUE WATER
VOICES（日语：VOICES (森川美穂のアルバム)）
GOLDEN☆BEST 森川美穗
- Yes, I Will…
VOICES
GOLDEN☆BEST 森川美穗
- BLUE WATER (21st century ver.)
- Yes,I Will… (21st century ver.)
- 忘…
- BLUE WATER (DJ Dr.Knob Remix)
- Yes！I will… (DJ Nao Remix)

## 翻唱
| 歌手                       | 編曲者         | 發行日期       | 發售形態                                            |
| -------------------------- | -------------- | -------------- | --------------------------------------------------- |
| 石田燿子                   |                | 2000年11月24日 | 合輯《MAX2 ～THE POWER OF NEW ANIMAT》              |
| 下川美娜                   | 鈴木Daichi秀行 | 2003年12月17日 | 翻唱專輯《Review ～下川美娜青春動畫歌曲翻唱專輯～》 |
| Jessy Roussel              | 五木田岳彥     | 2005年8月24日  | 翻唱專輯《Jessy Wonderland》                        |
| 森川美穗                   | 西脇辰彌       | 2007年2月21日  | 單曲《BLUE WATER (21st century ver.)》              |
| 東京Brass Style            |                | 2007年12月5日  | 翻唱專輯《BRASTA G》                                |
| 白石涼子                   | 須田悅弘       | 2008年8月6日   | 單曲《Hatch》B面歌曲                                |
| 高橋智秋、今井麻美         |                | 2009年3月25日  | 專輯《THE IDOLM@STER RADIO 歌道場》收錄             |
| Kiyono Mezawa (目澤希世乃) |                | 2010年7月7日   | 合輯《SUPER J-EURO BEST MIX》                       |
| marble                     | 菊地達也       | 2011年7月27日  | 翻唱專輯《歌種》                                    |
| Trefle                     |                | 2013年10月23日 | 專輯《動畫歌神曲+鎖鍊》                             |
| Nakko                      |                | 2015年6月17日  | 僅在網路音樂進行發布                                |